# Uthman (nome)
Uthman (in arabo عثمان‎?) è un nome proprio di persona arabo maschile.

## Varianti
Il nome è scritto in arabo عثمان, traslitterato propriamente come ʿUthmān ma adattato anche nelle forme Uthman, Othman, Otman, Usman e Osman, nonché Othmane in arabo maghrebino e Ousmane nei paesi dell'Africa occidentale influenzati dal francese

### Varianti in altre lingue
- Albanese: Osman[2]
- Bosniaco: Osman[2]
- Curdo: ئۆسمان (Osman)[2]
- Hausa: Usman[2]
- Indonesiano: Usman[2]
- Kirghiso: Осмон (Osmon)[2]
- Malese: Othman[2], Osman[2]
- Somalo: Cismaan[2], Cusmaan[2]
- Turco: Osman[2][4]
- Urdu: عثمان (Usman)[2]

## Origine e diffusione

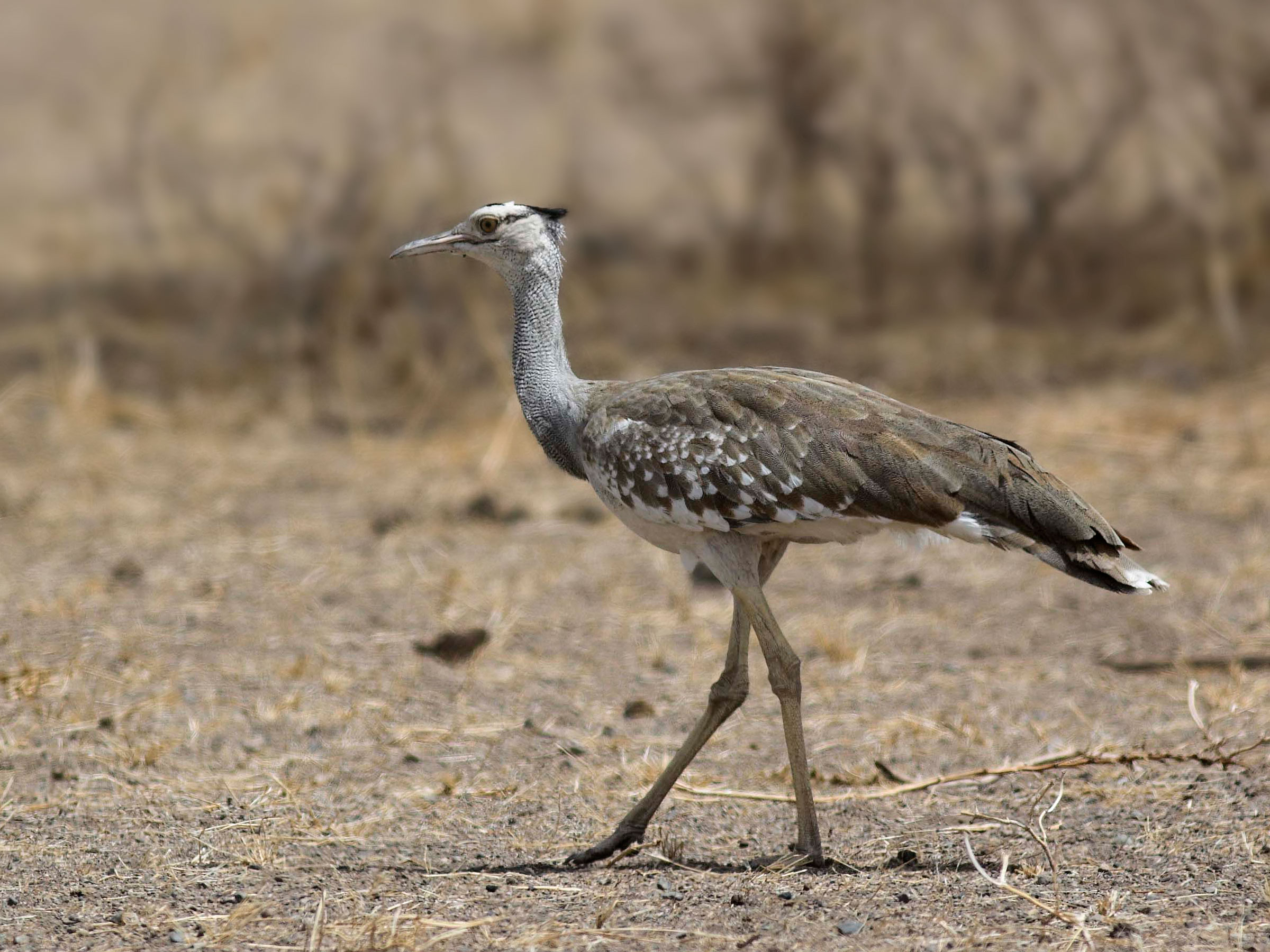
Un esemplare di otarda araba (Ardeotis arabs)

Riprende un termine arabo che indica i pulcini delle otarde. Questo nome venne portato dal terzo califfo musulmano Othmàn ibn Affàn, grazie al quale è molto popolare nel mondo islamico, nonché dal sultano Osman I, da cui prende il nome l'Impero ottomano.
Dalla forma Osman deriva il nome spagnolo Guzmán.

## Persone
- Uthman ibn Abd al-Haqq, secondo sultano merinide
- Uthman ibn Abi Nis'a al-Judh'ami, Wali di al-Andalus
- Uthman ibn Ali, bey di Tunisi
- Uthman ibn Affan, terzo califfo islamico
- Uthman ibn Maz'un, uno dei compagni di Maometto

### Variante Osman
- Osman I, sultano ottomano
- Osman II, sultano ottomano
- Osman III, sultano ottomano

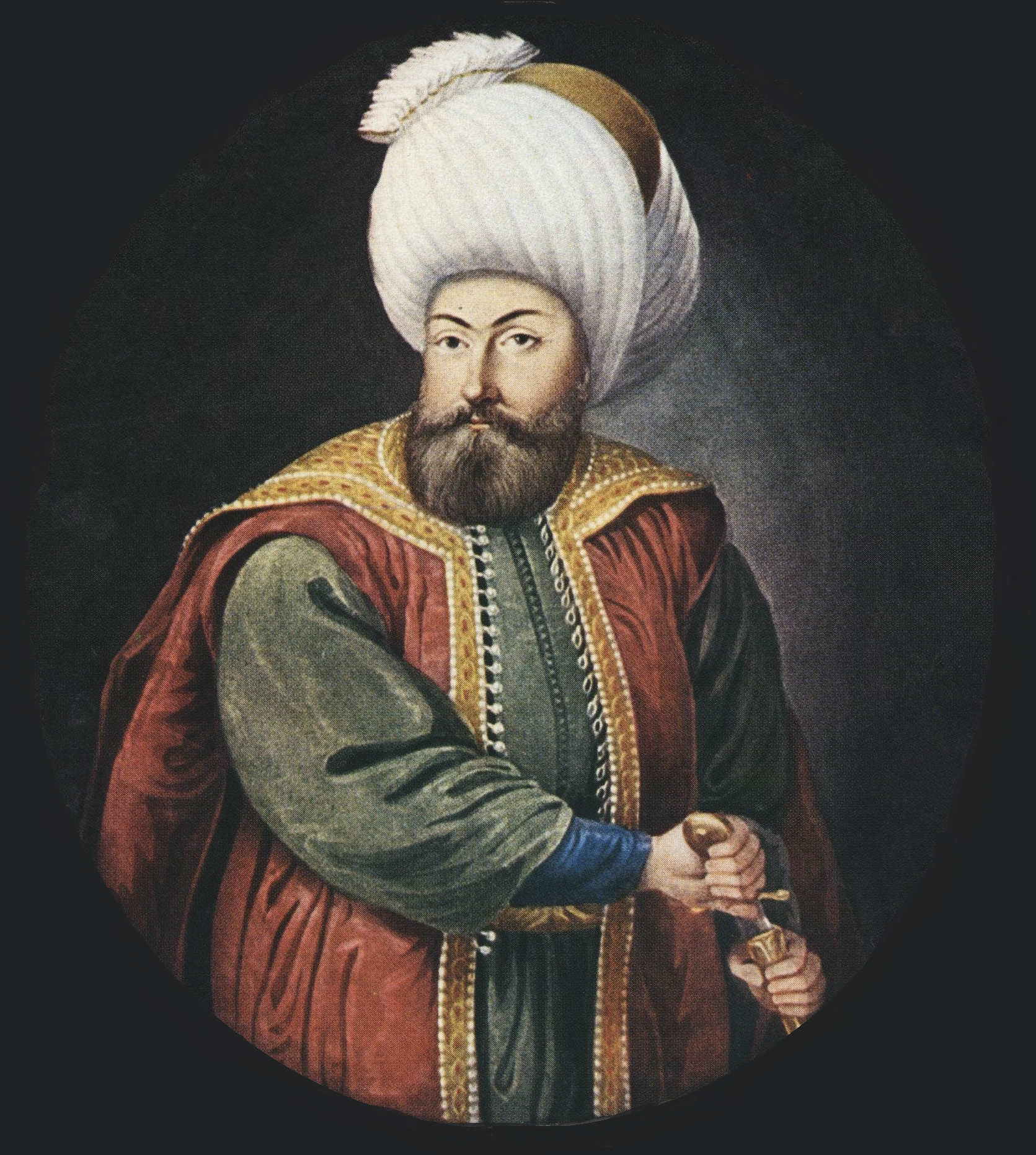
Osman I

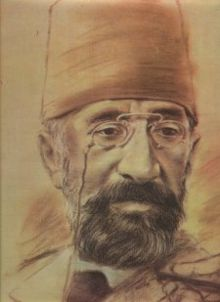
Osman Hamdi Bey

- Osman Ali Khan, Asif Jah VII, nizam di Hyderabad
- Osman Hamdi Bey, pittore e archeologo ottomano
- Osman Kavala, imprenditore e filantropo turco
- Osman Nuri Eralp, biologo e veterinario turco
- Osman Nuri Pascià, generale turco
- Osman Nuri Topbaş, scrittore turco
- Osman Ahmed Osman, ingegnere, imprenditore e politico egiziano
- Osman Pascià, ammiraglio ottomano
- Osman Emin Ahmed Pascià, ammiraglio ottomano
- Osman Seidu, calciatore ghanese

### Variante Ousmane

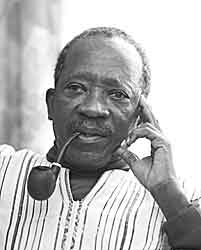
Ousmane Sembène

- Ousmane Baldé, economista e politico guineense
- Ousmane Camara, cestista francese
- Ousmane Dabo, calciatore francese
- Ousmane Mané, calciatore senegalese
- Ousmane N'Doye, calciatore senegalese
- Ousmane Sembène, scrittore e regista senegalese
- Ousmane Sow, artista senegalese

### Altre varianti
- Othman Benjelloun, banchiere e imprenditore marocchino
- Usman dan Fodio, religioso, scrittore e politico nigeriano
- Usman Garuba, cestista spagnolo
- Othman El Kabir, calciatore olandese
- Ousman Jallow, calciatore gambiano

## Il nome nelle arti
- Osmin (in alcune traduzioni "Osman" oppure "Osmino") è un personaggio dell'opera di Wolfgang Amadeus Mozart Il ratto dal serraglio.